# Biserica reformată din Porumbenii Mici

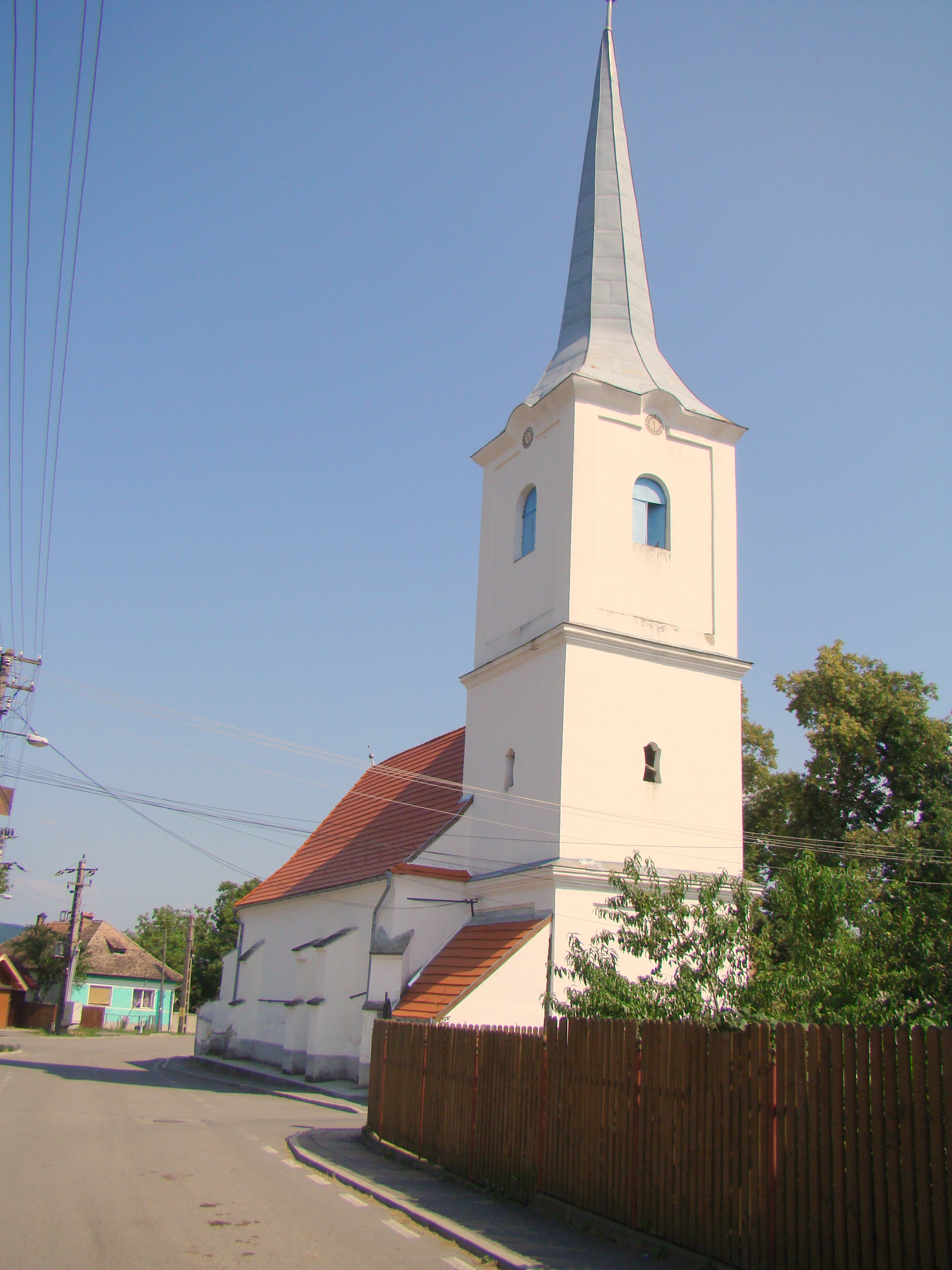
Biserica reformată din Porumbenii Mici (iulie 2019)

Biserica reformată din Porumbenii Mici este un lăcaș de cult aflat pe teritoriul satului Porumbenii Mici; comuna Porumbeni. A fost construit în secolul al XVIII-lea.

## Localitatea
Porumbenii Mici (maghiară Kisgalambfalva) este un sat în comuna Porumbeni din județul Harghita, Transilvania, România. Prima atestare documentară datează din anul 1506, cu denumirea Kisgalambfalva.

## Biserica
Credincioșii catolici din Evul Mediu au trecut la calvinism în timpul Reformei. Nu există date despre o biserică medievală, în jurul anului 1660 este menționată o mică capelă.
În 1674, locuitorii din Porumbenii Mici erau reticenți în a contribui la renovarea bisericii din Porumbenii Mari, deoarece „aveau propria biserică, dar puține resurse...”. Consiliul General a decis să contribuie cu un sfert din costul renovării bisericii (Porumbenii Mici fiind o filie a parohiei Porumbenii Mari). Satul a ars complet in 1790 și a fost reconstruit. Biserica reformată de astăzi a fost construită în 1798.

## Imagini din exterior

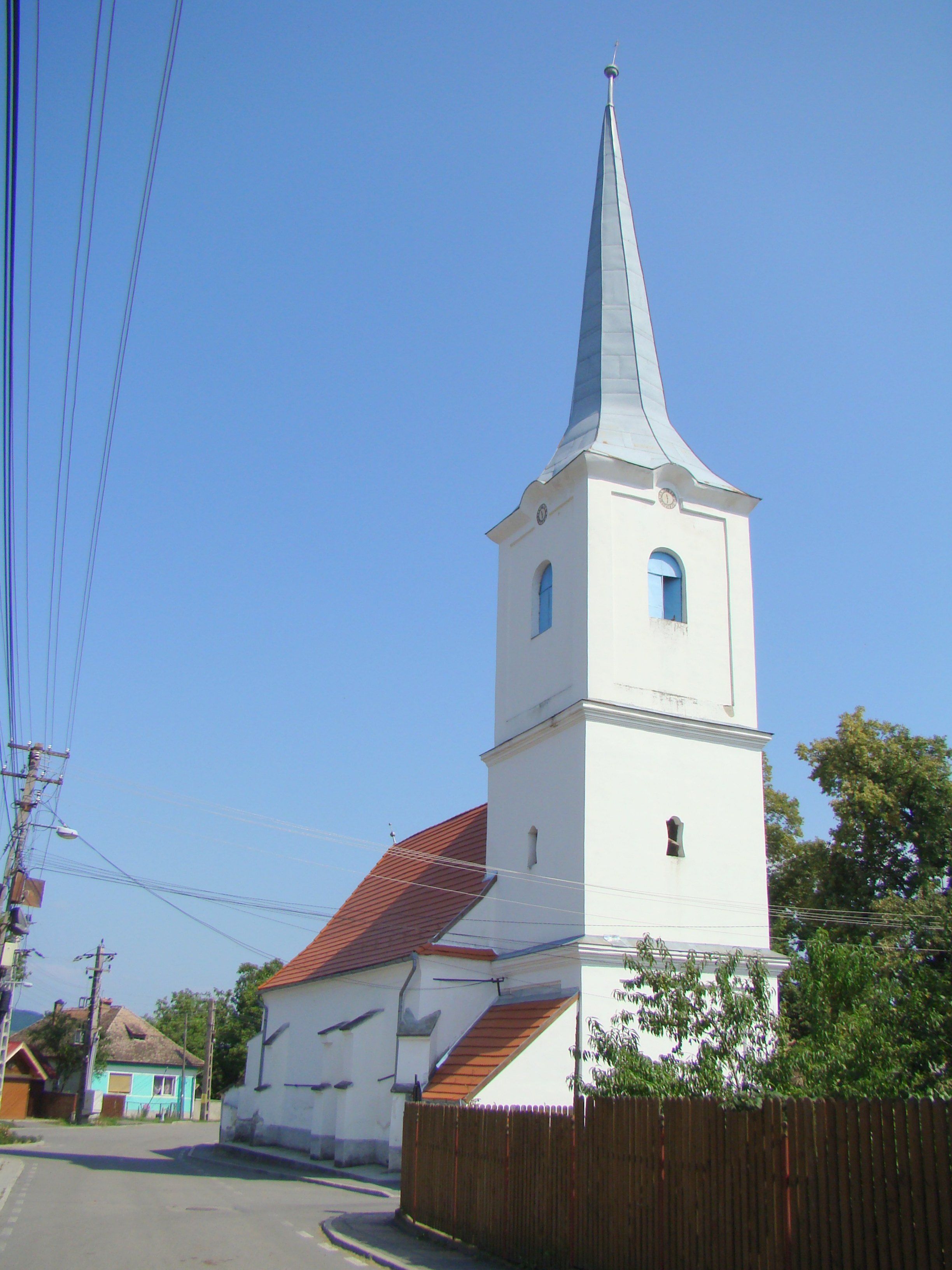
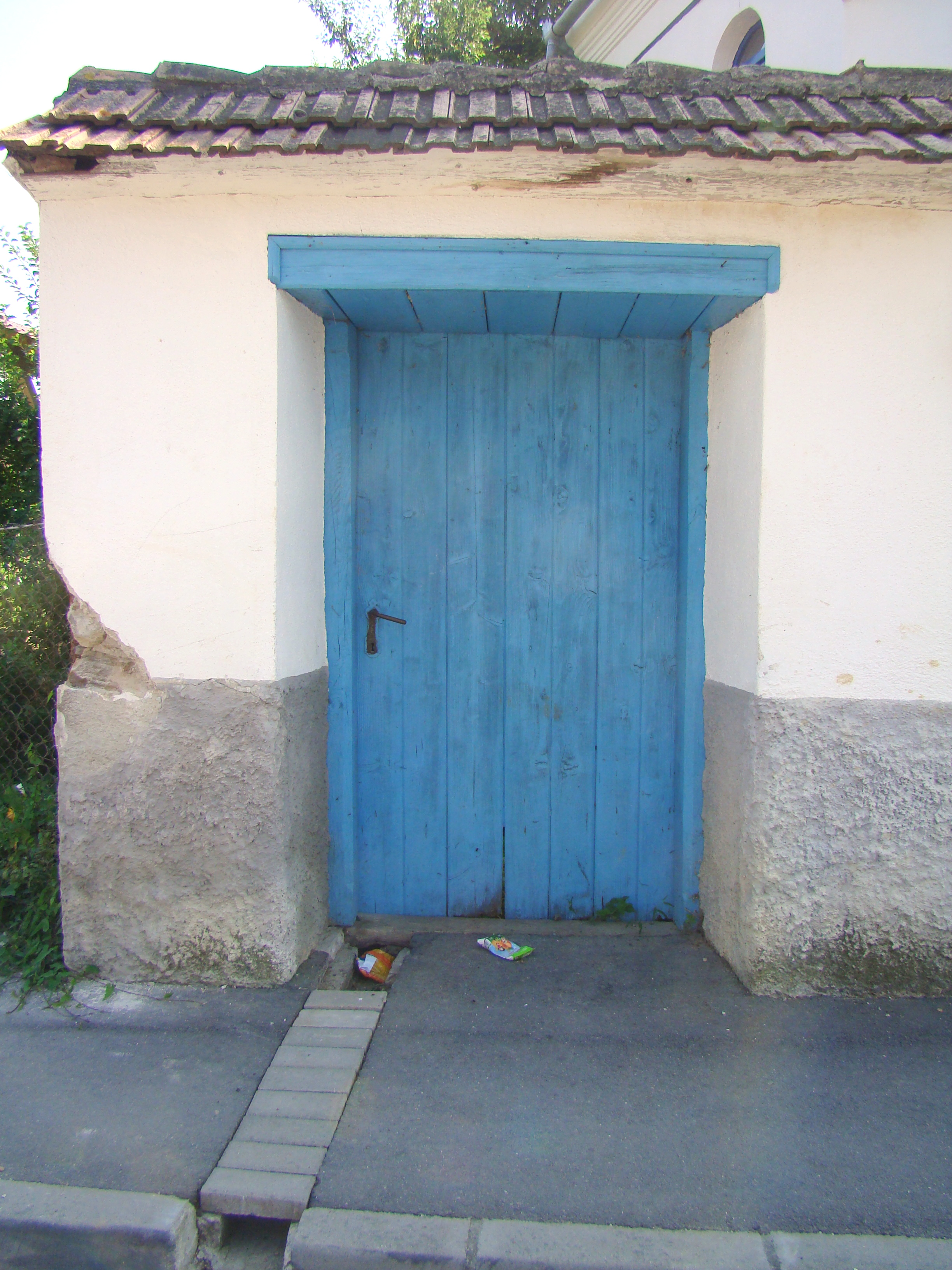
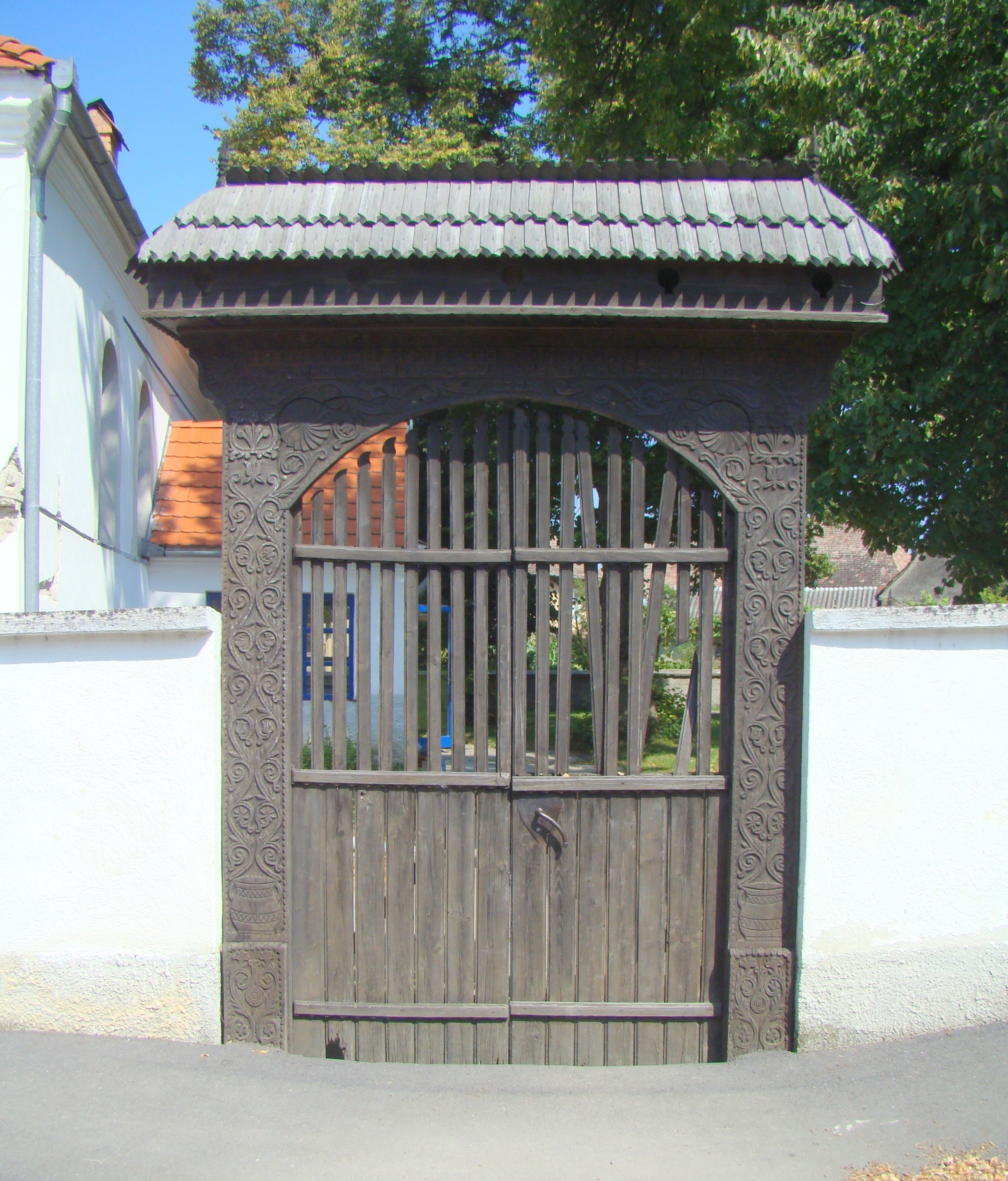
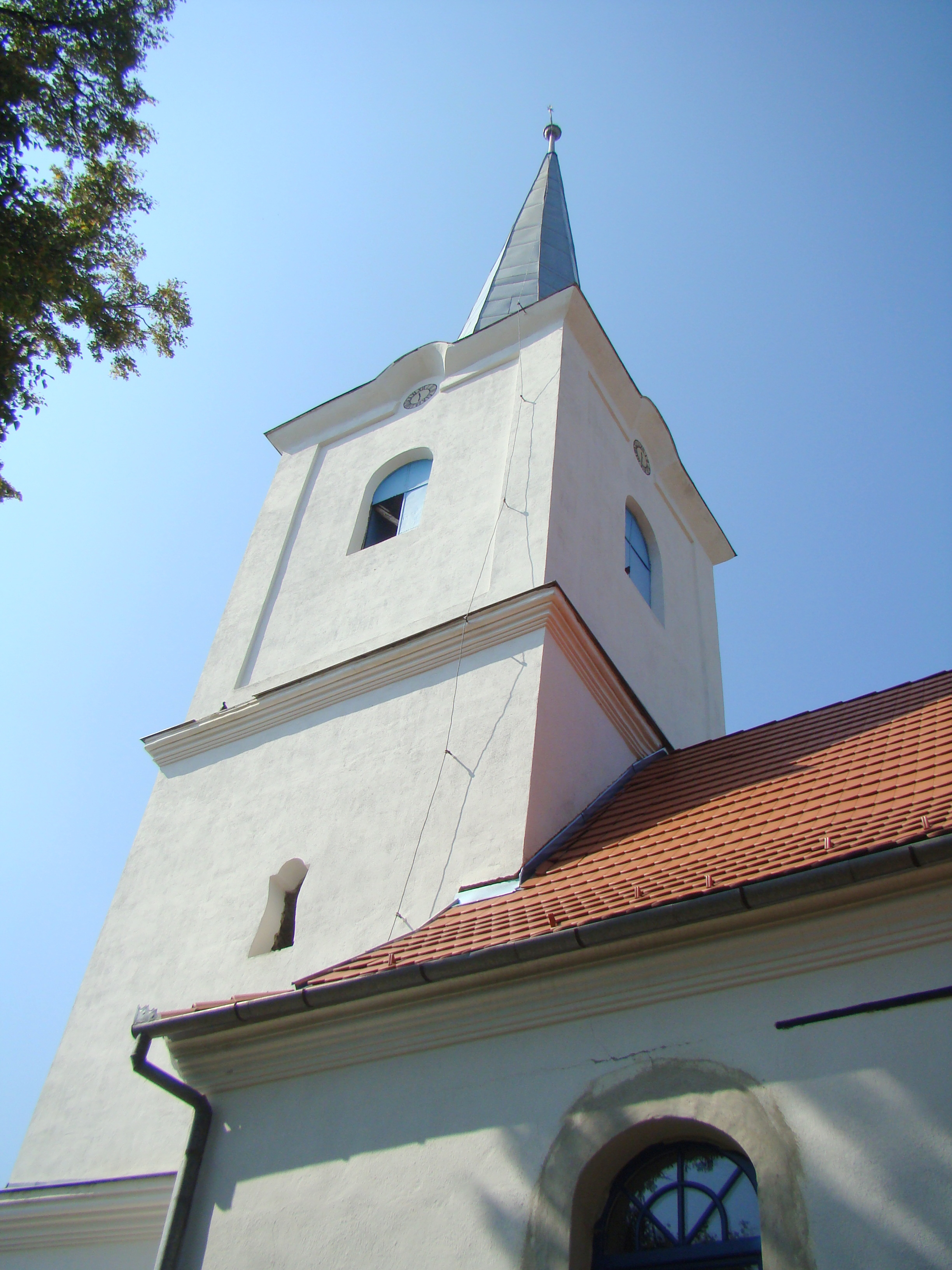
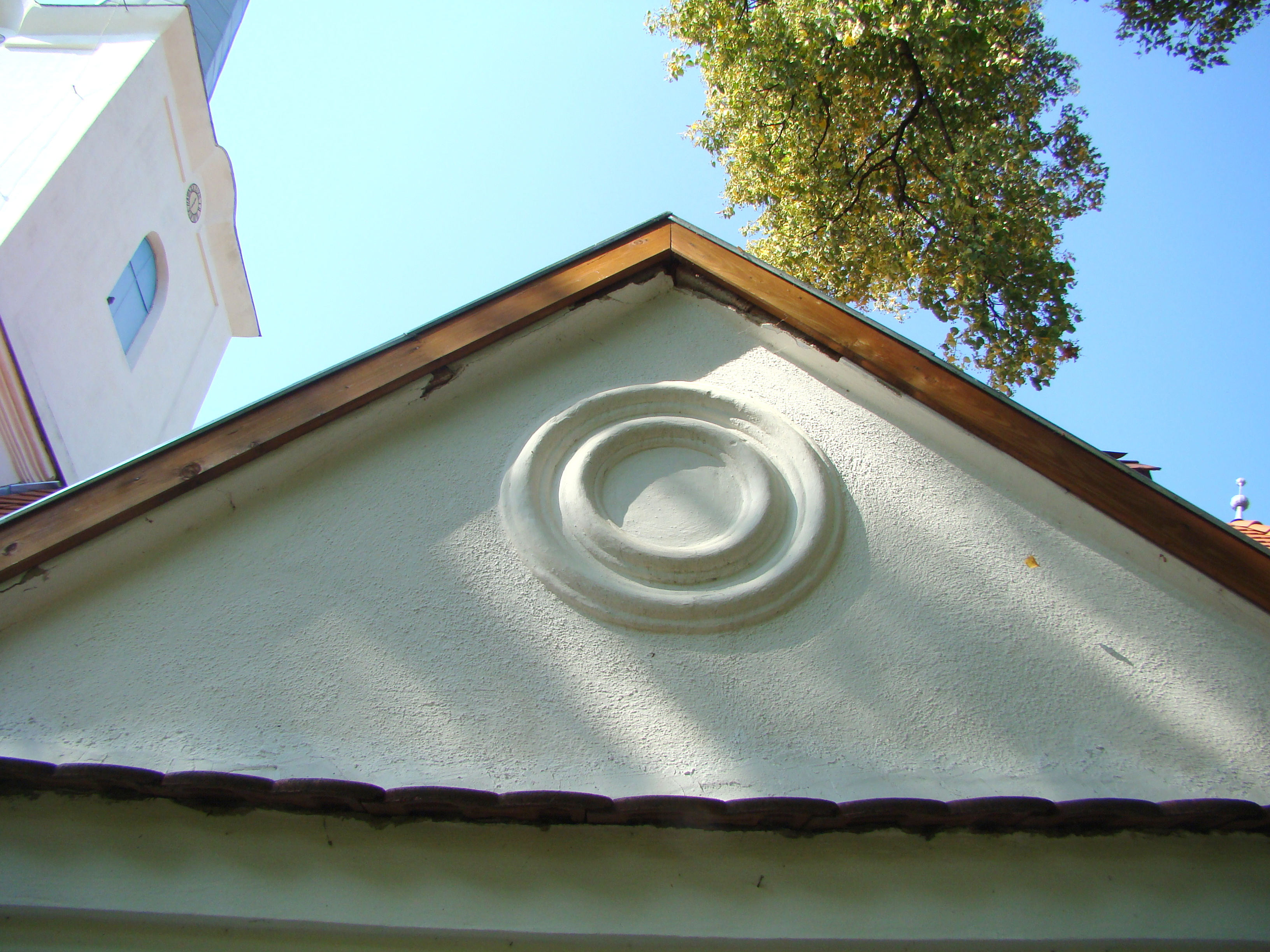
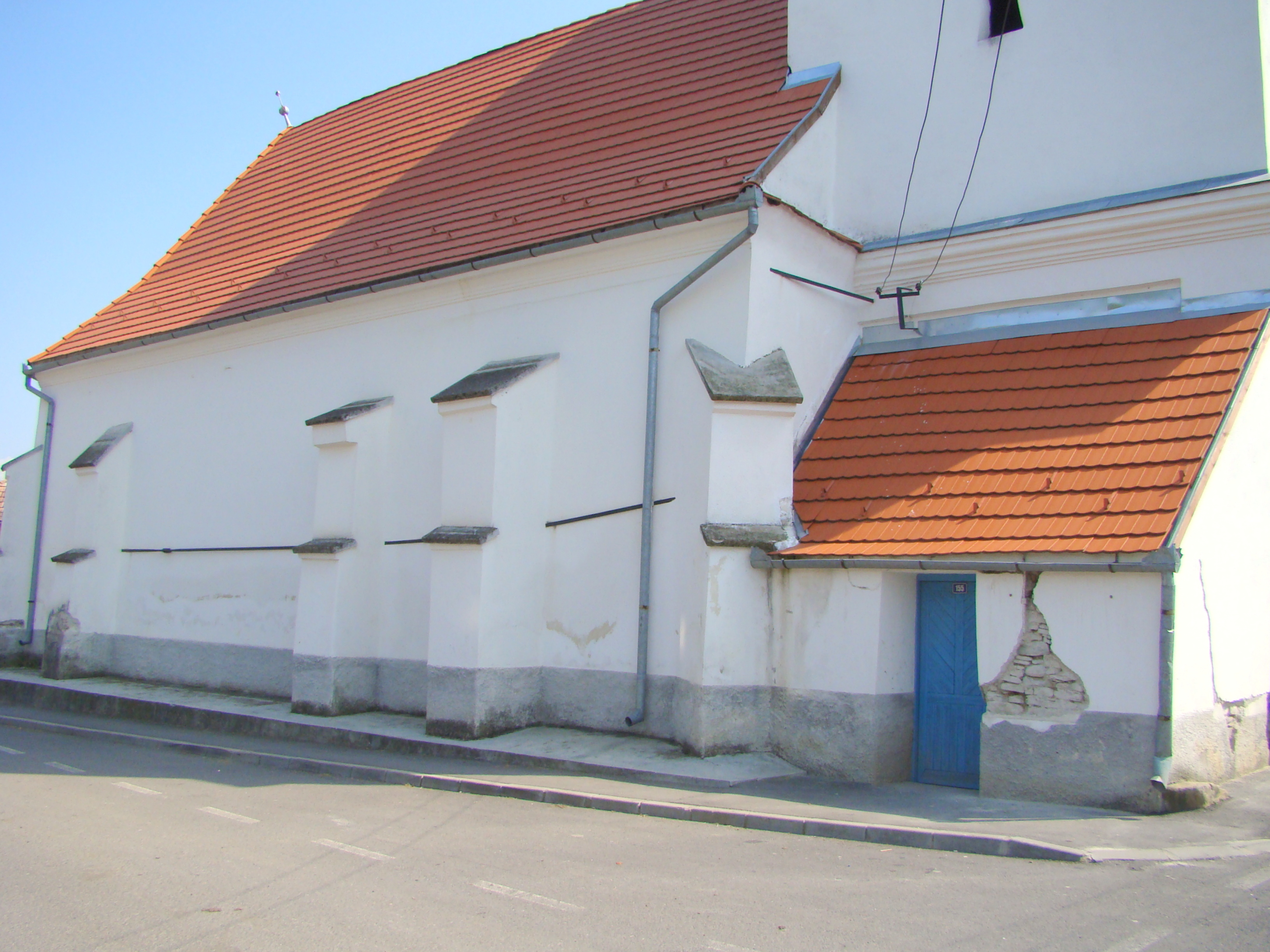
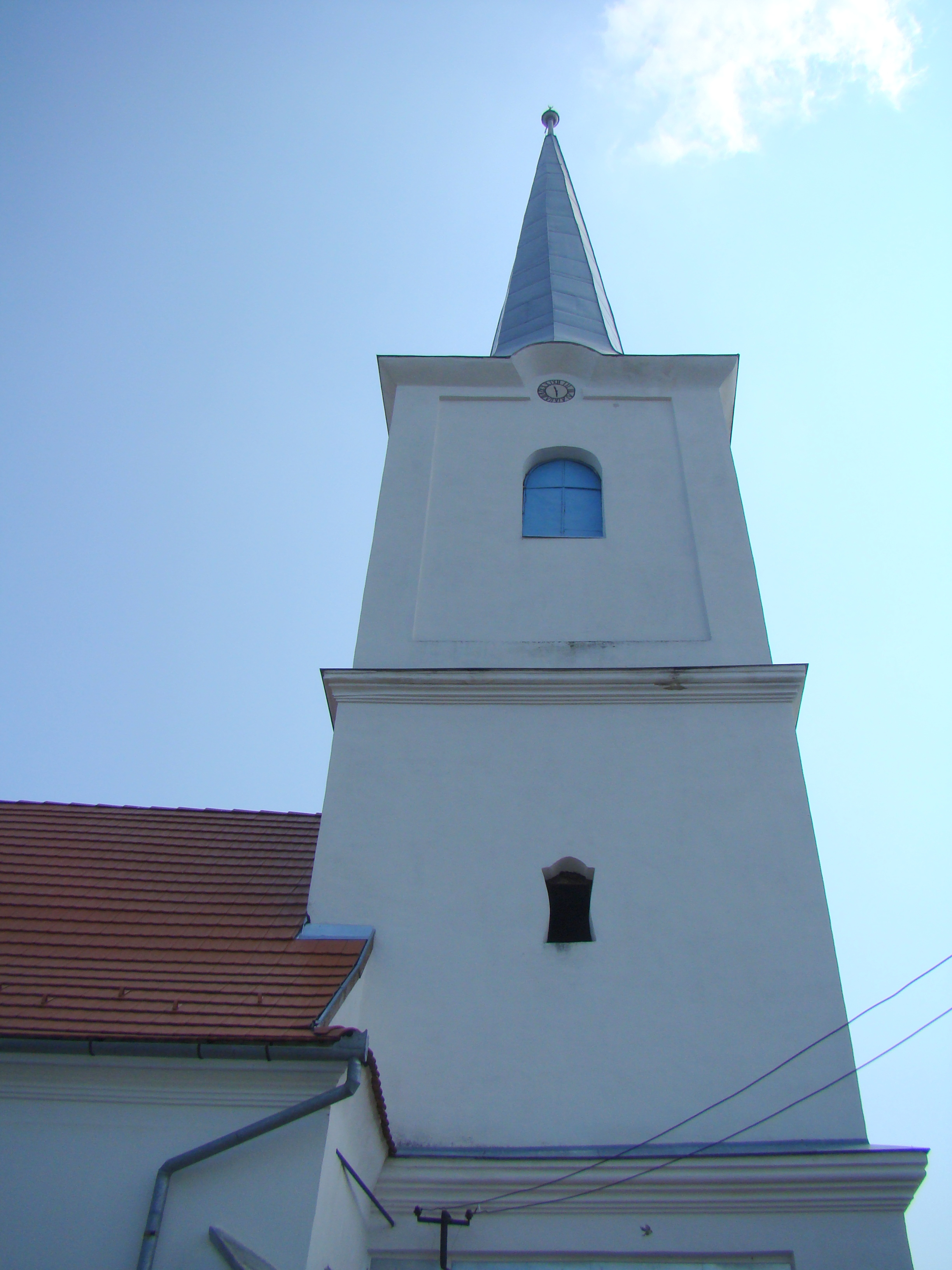
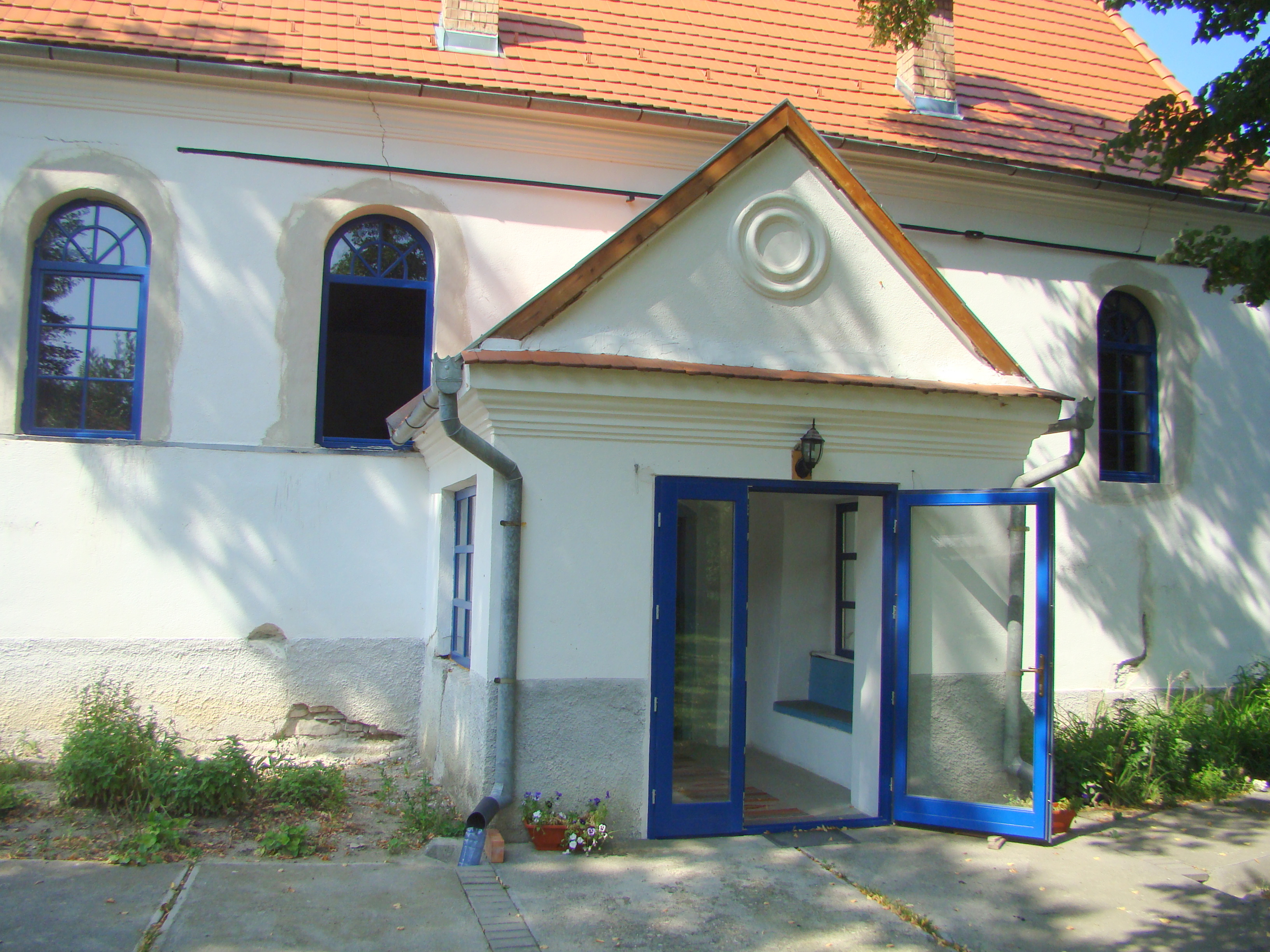
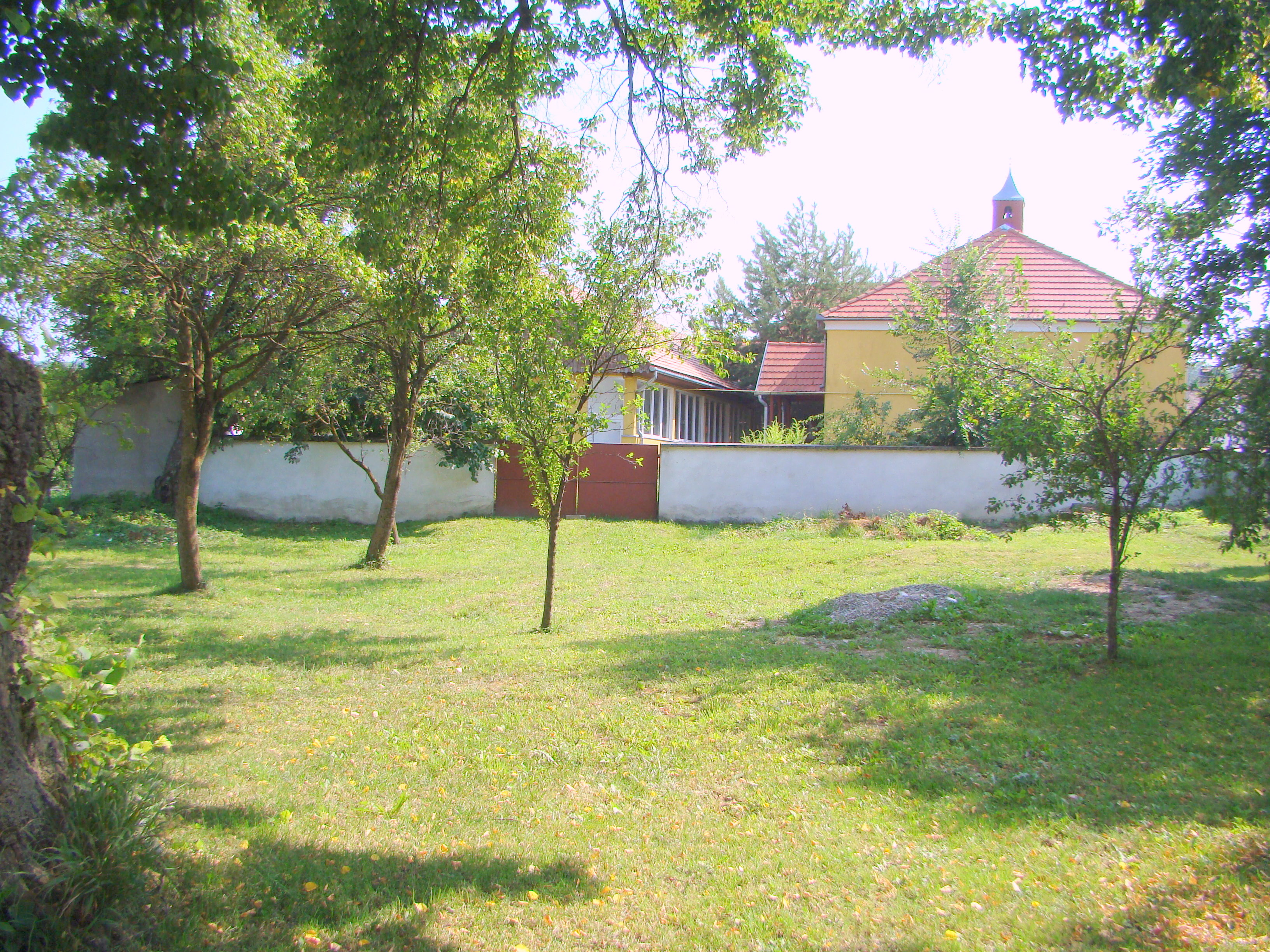
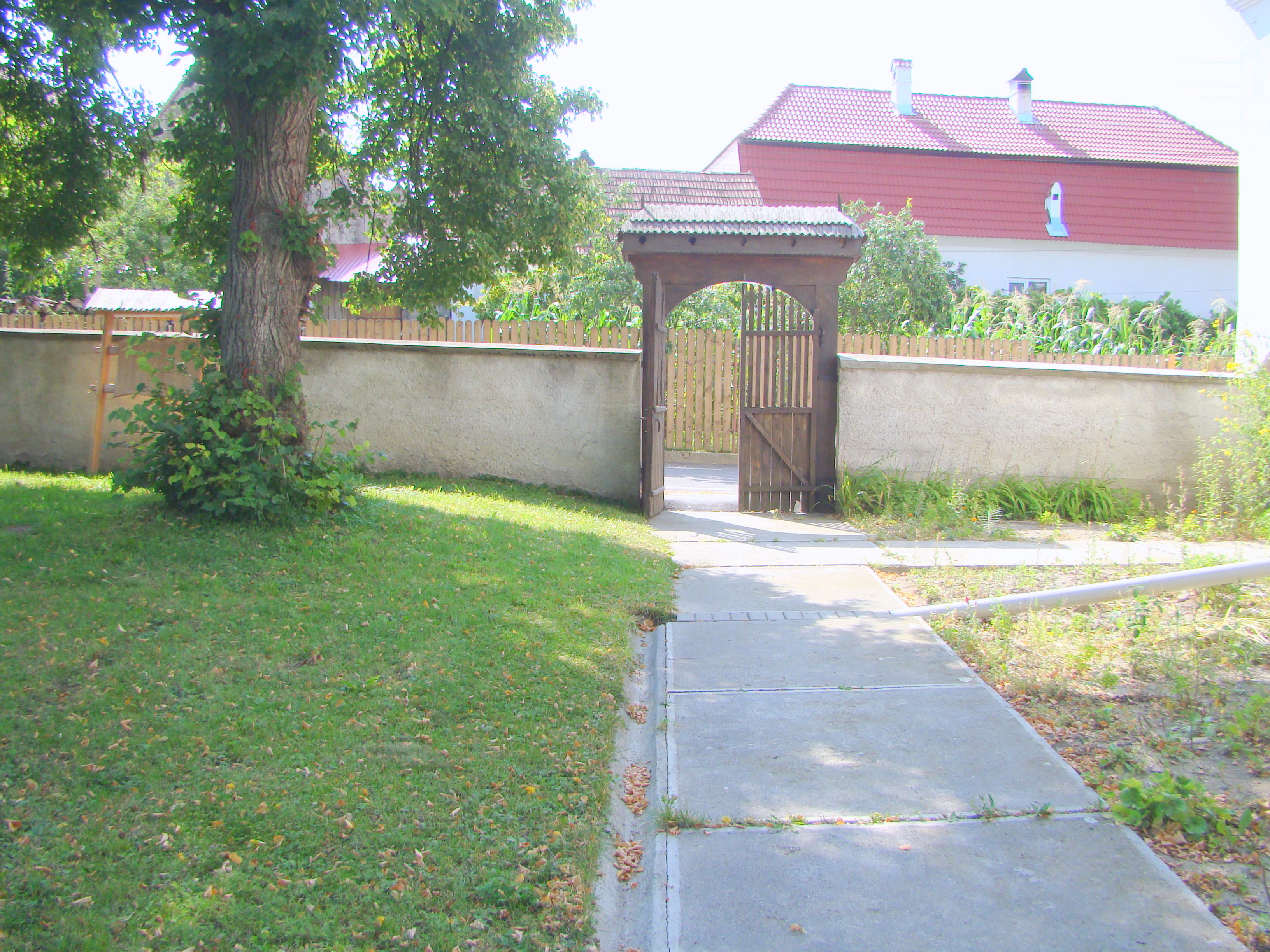

## Vezi și
- Porumbenii Mici, Harghita

## Imagini din interior

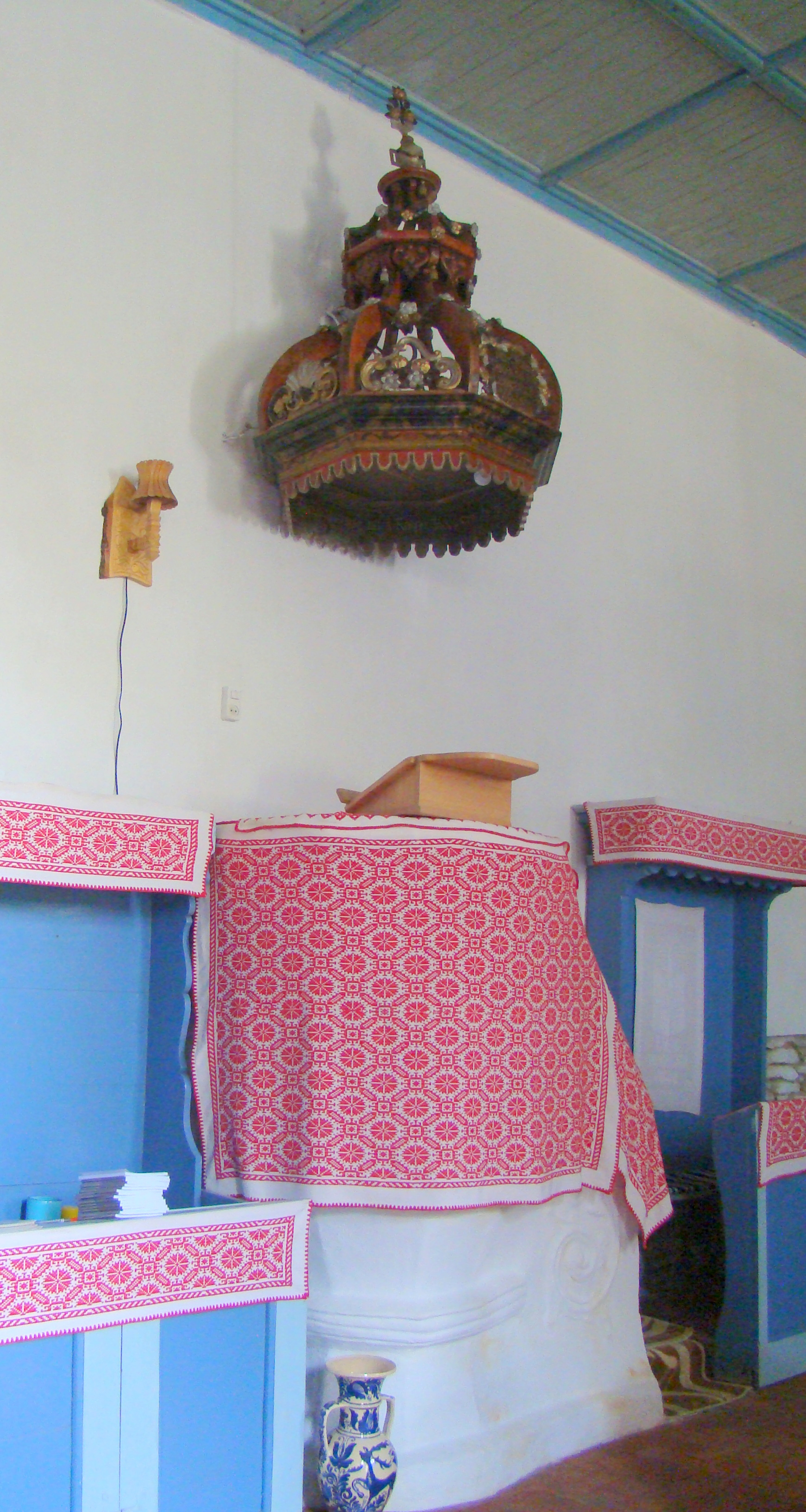
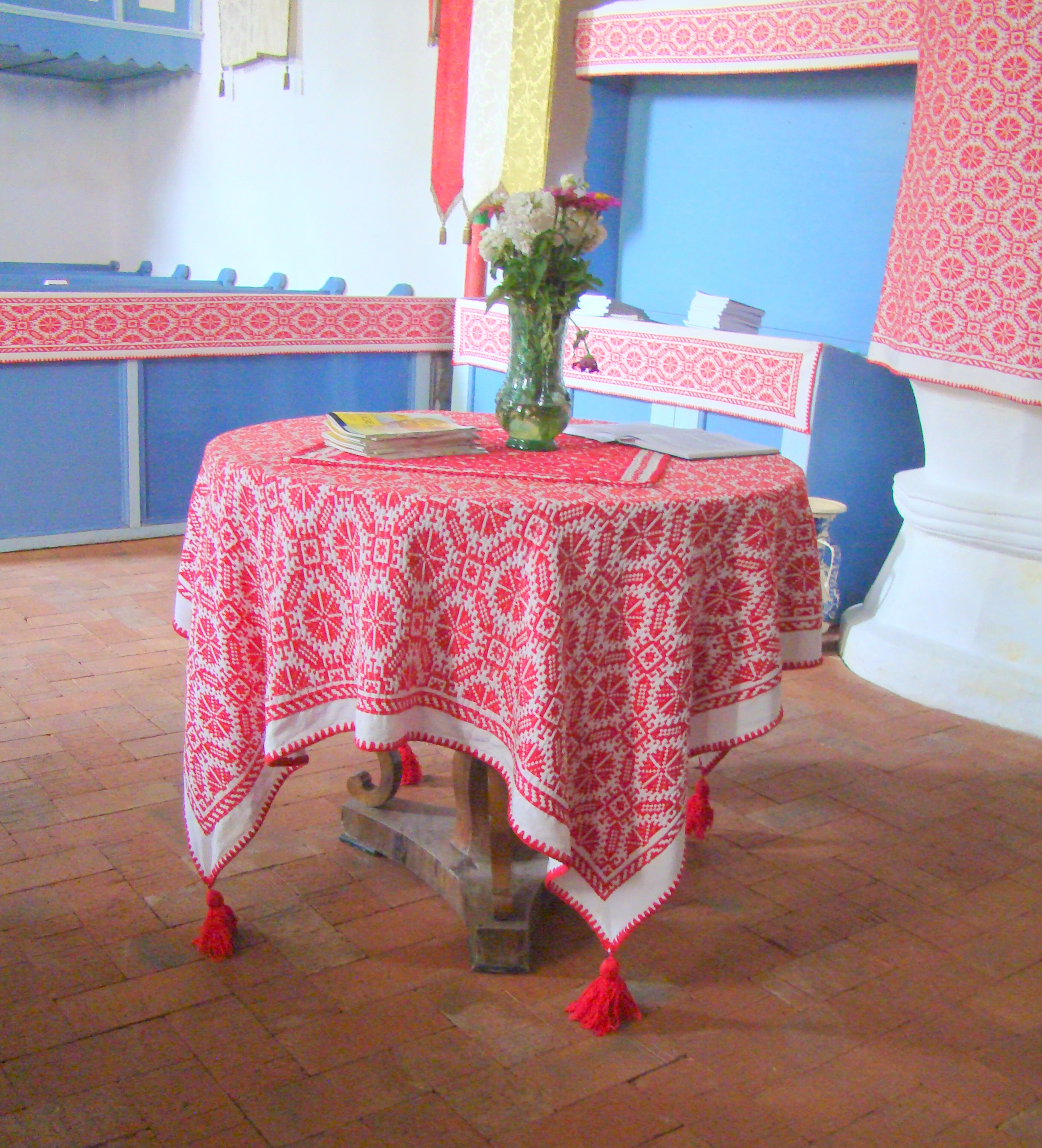
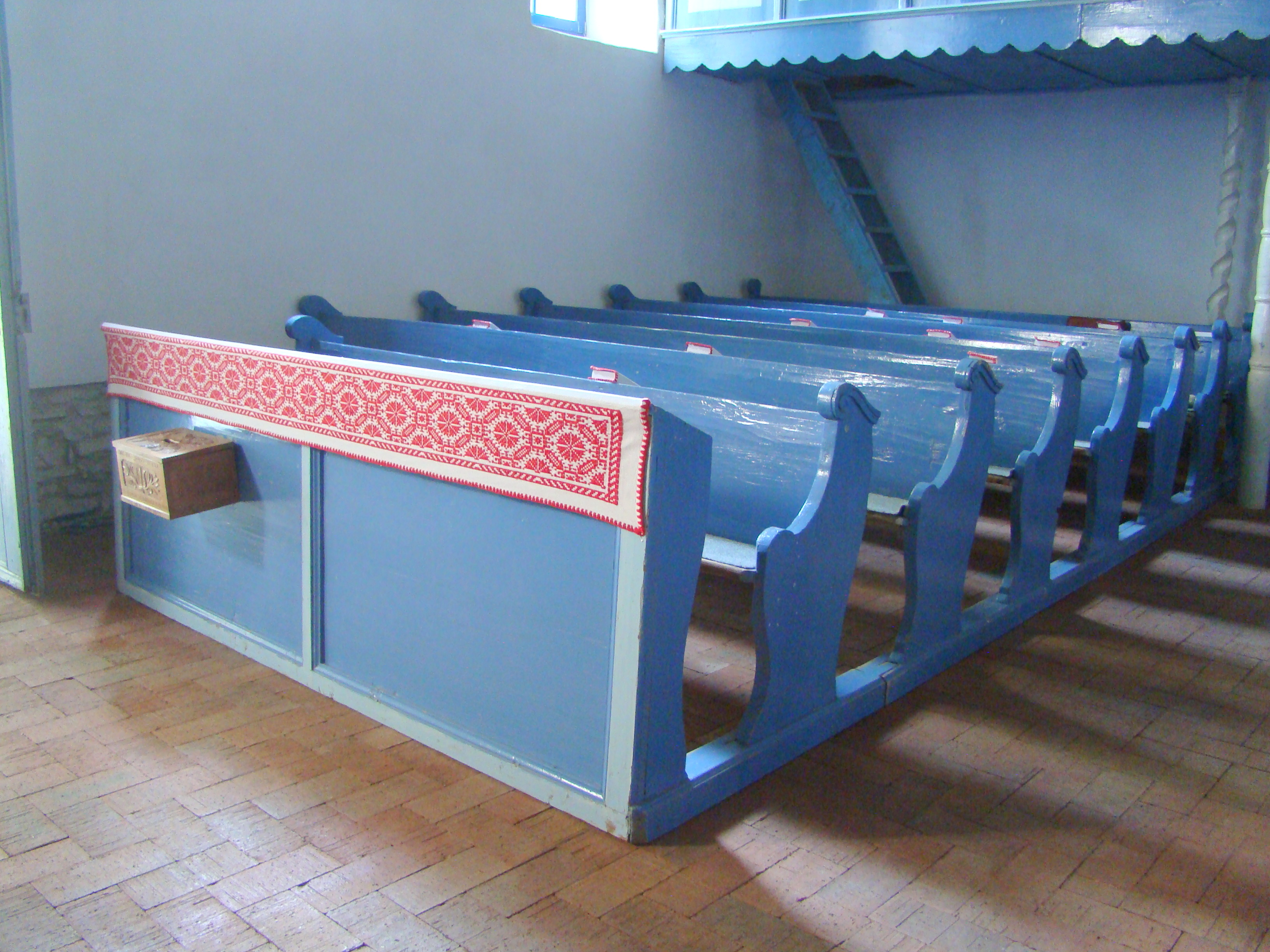
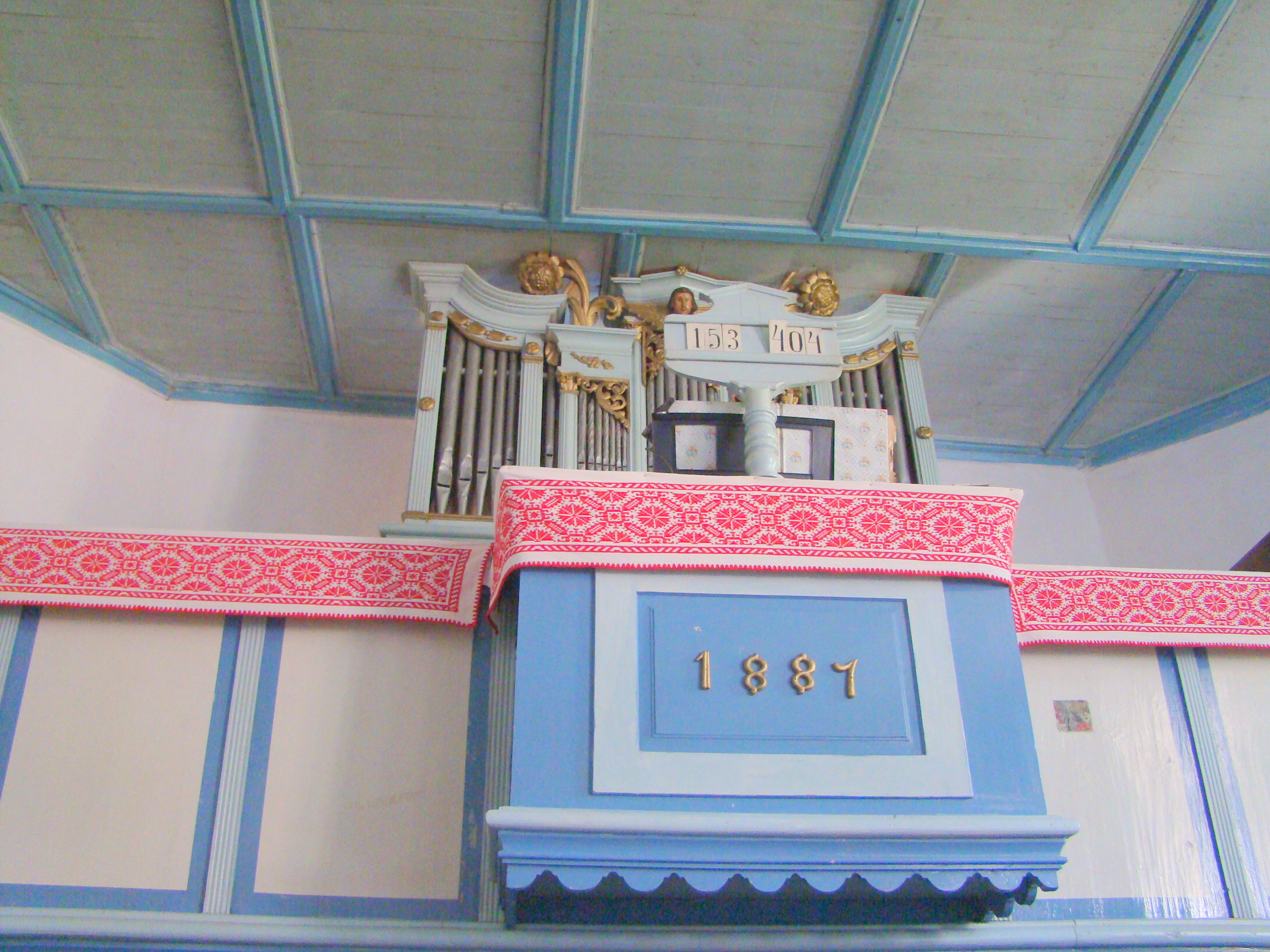
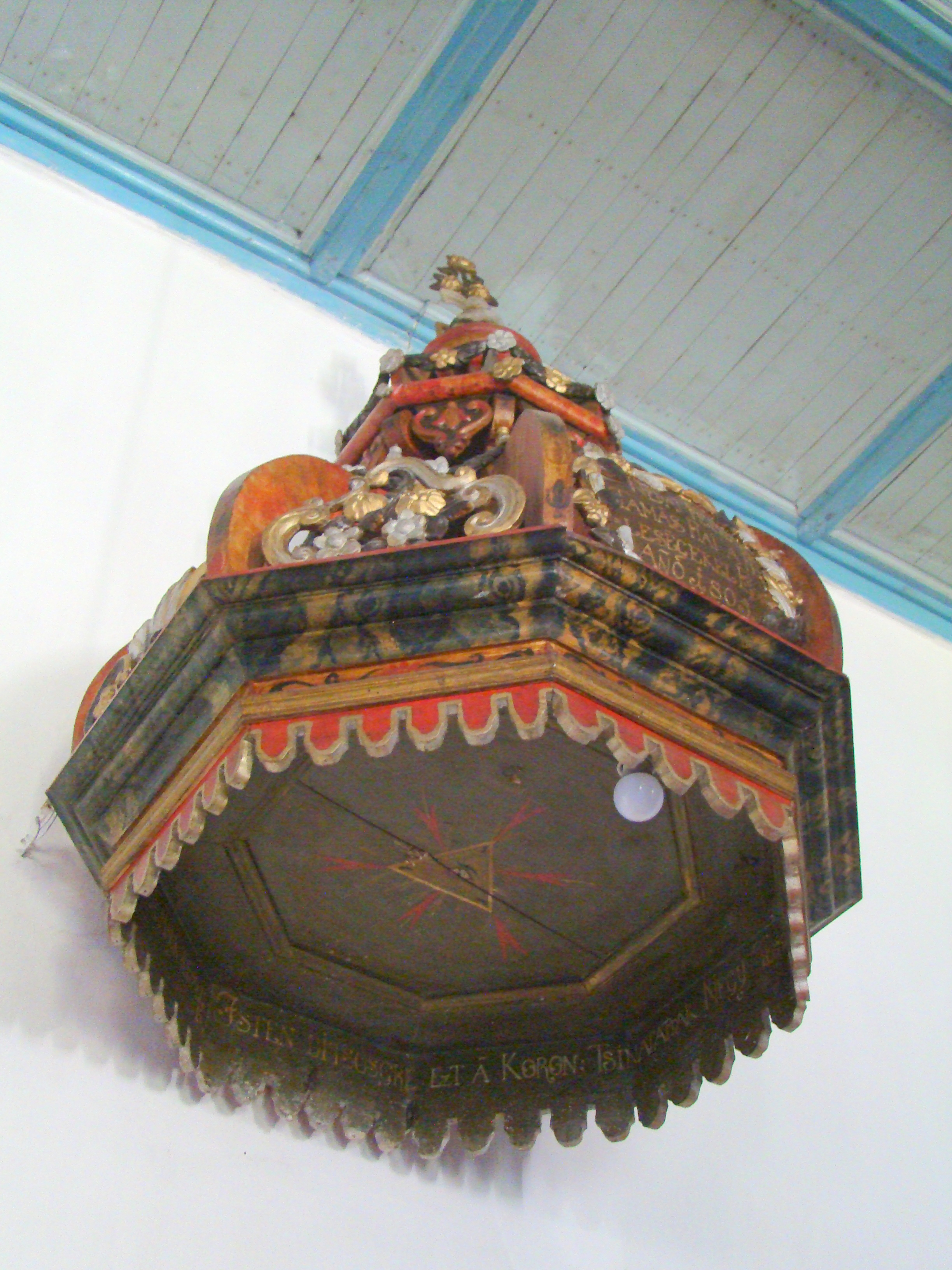
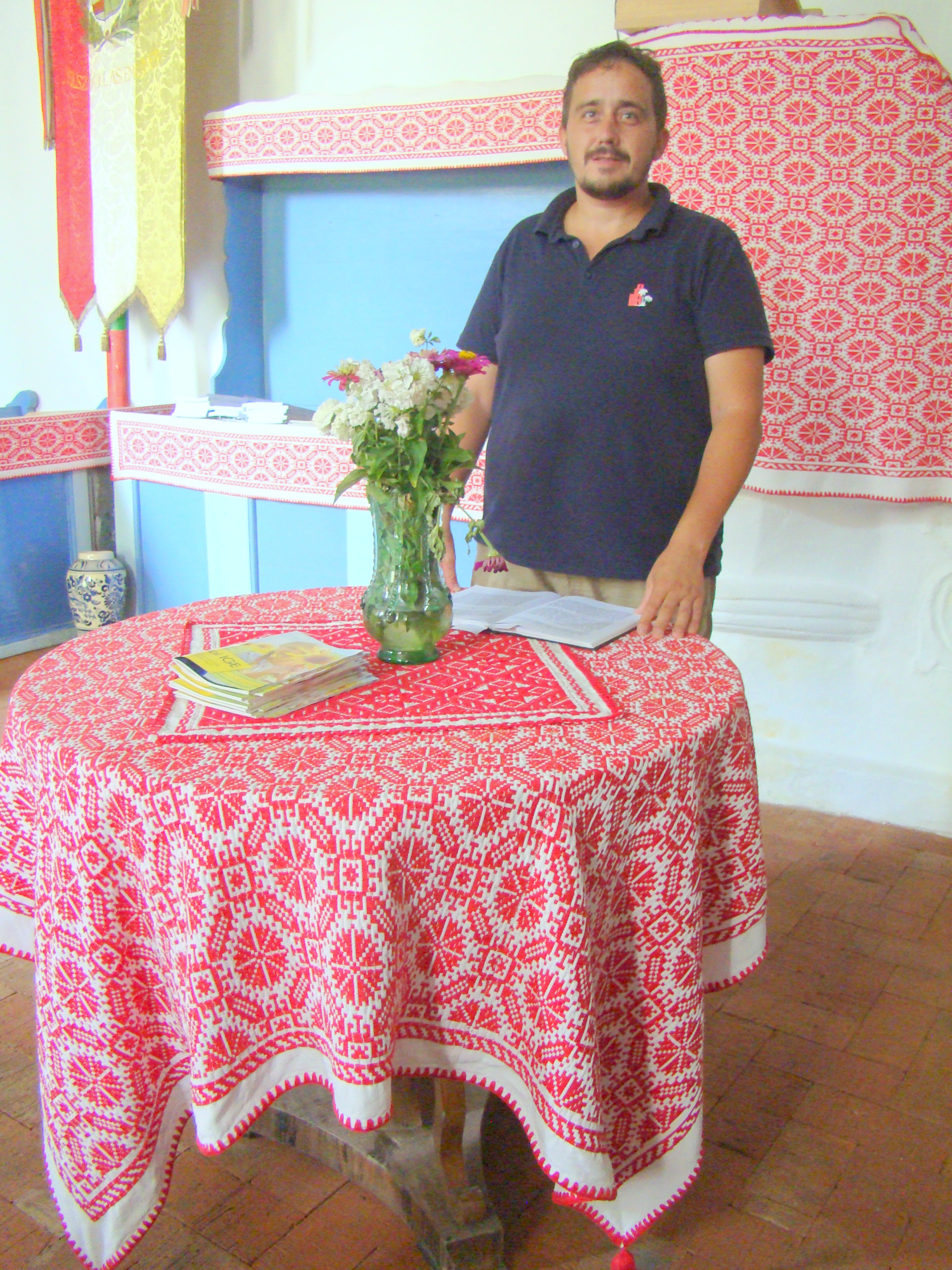
Pastorul reformat Rátoni Botond
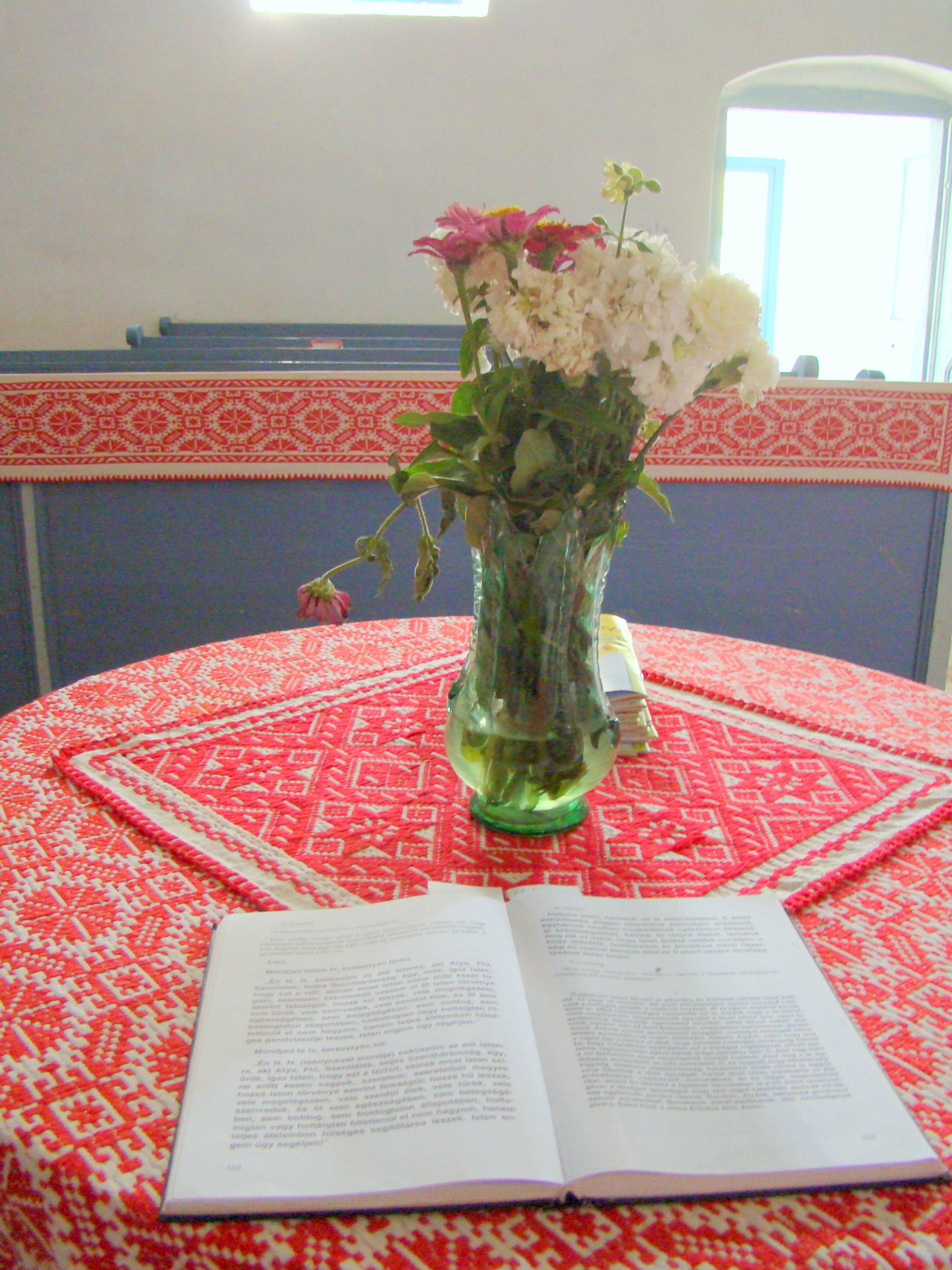
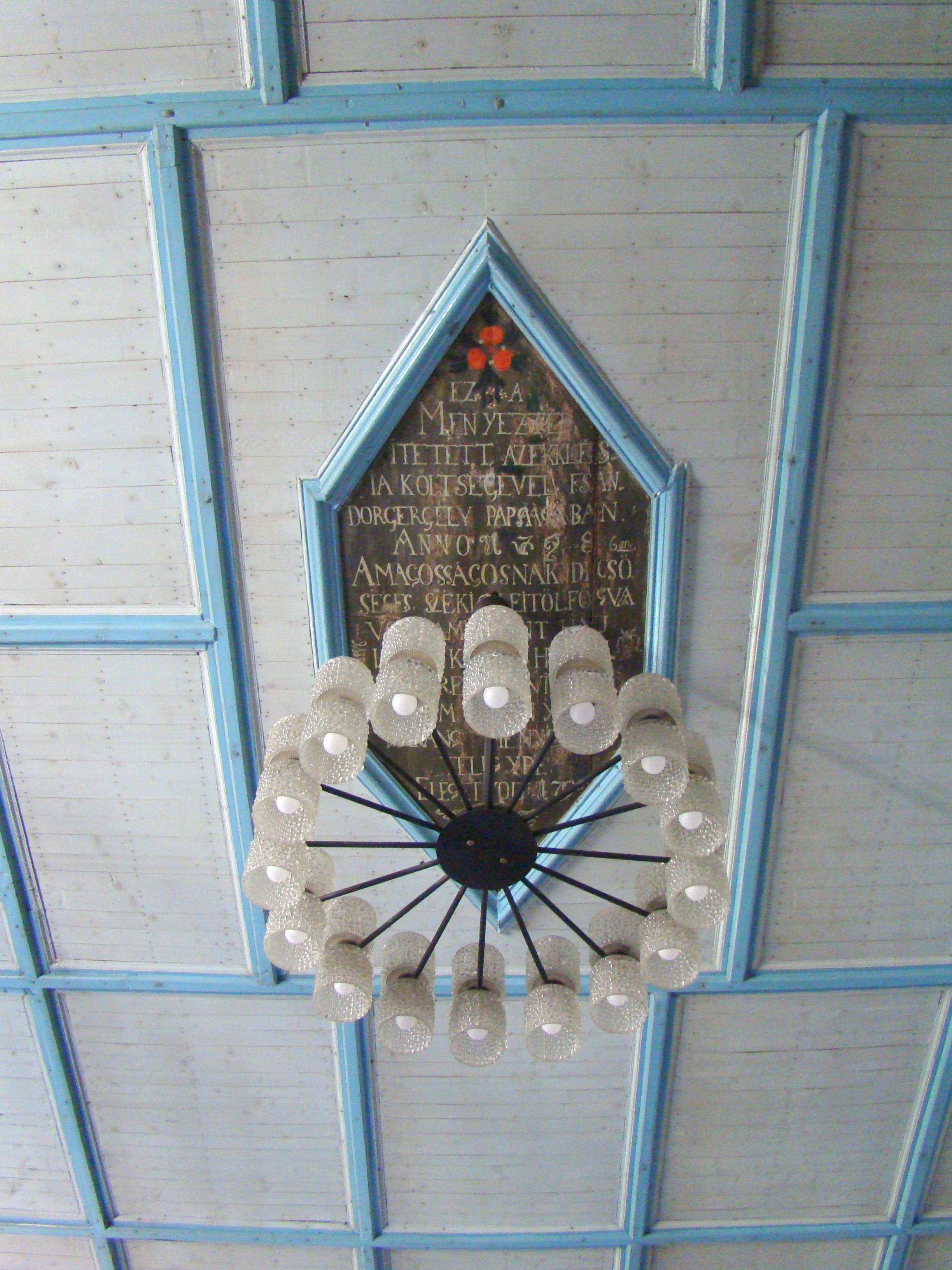
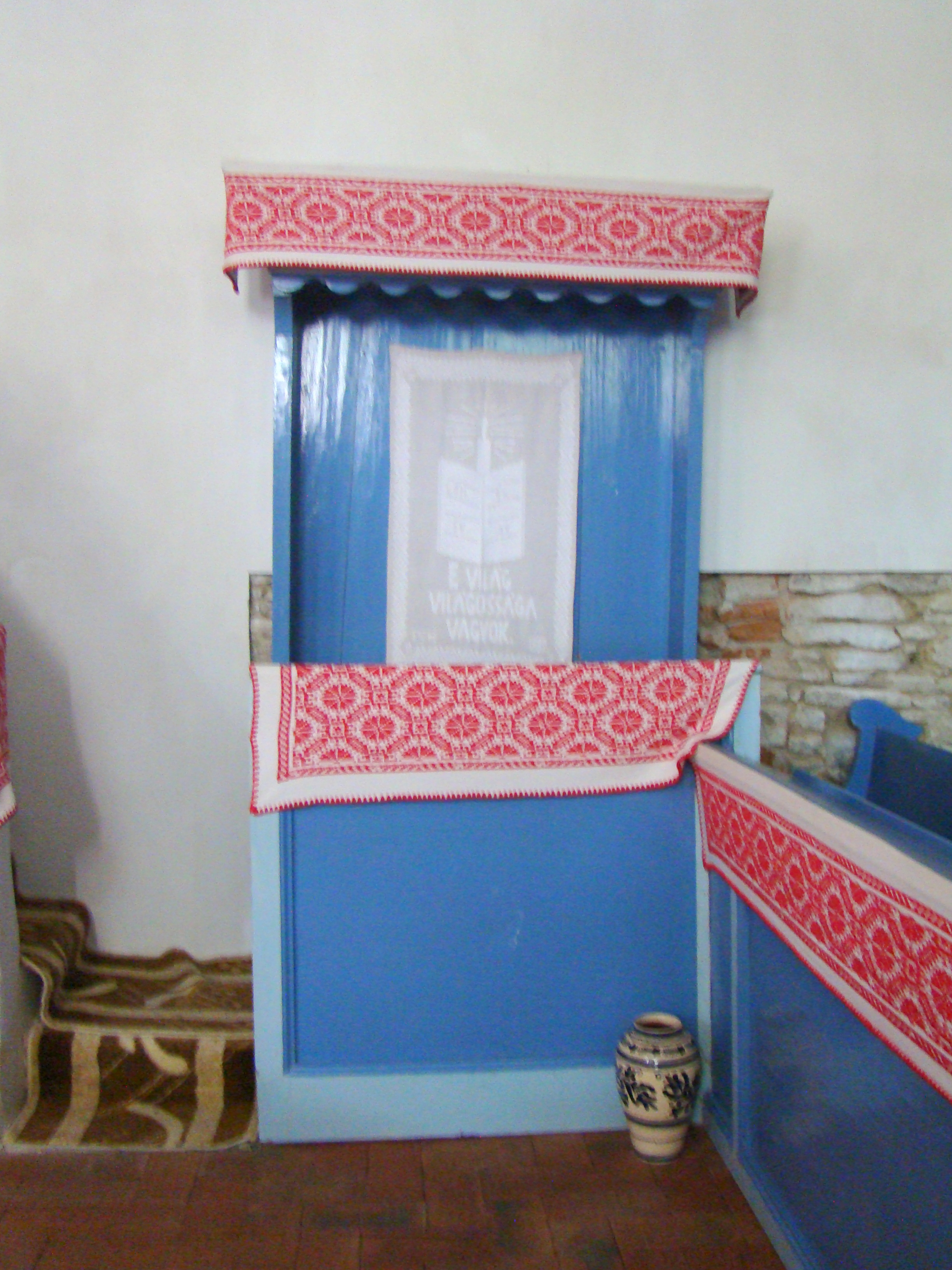
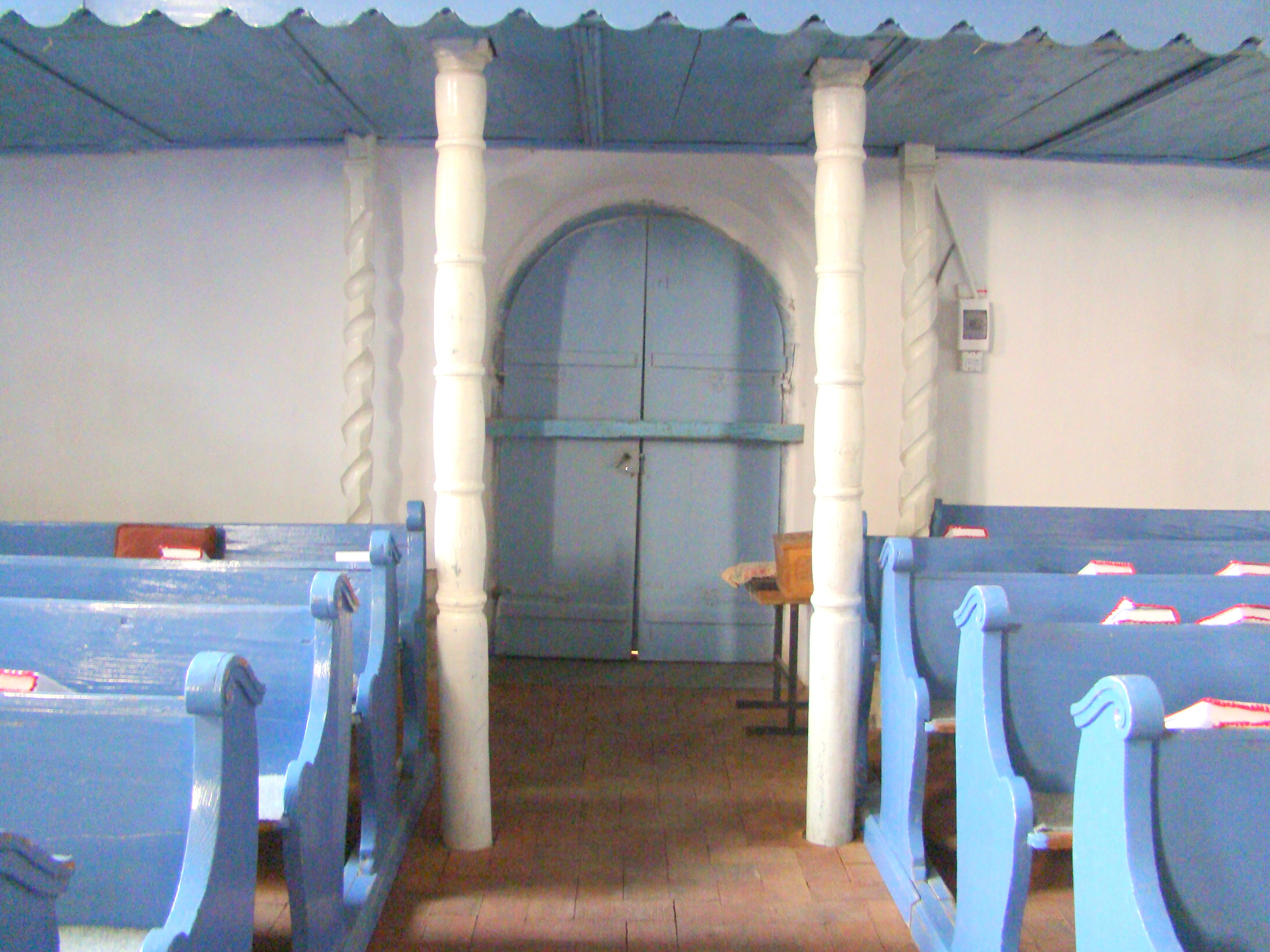
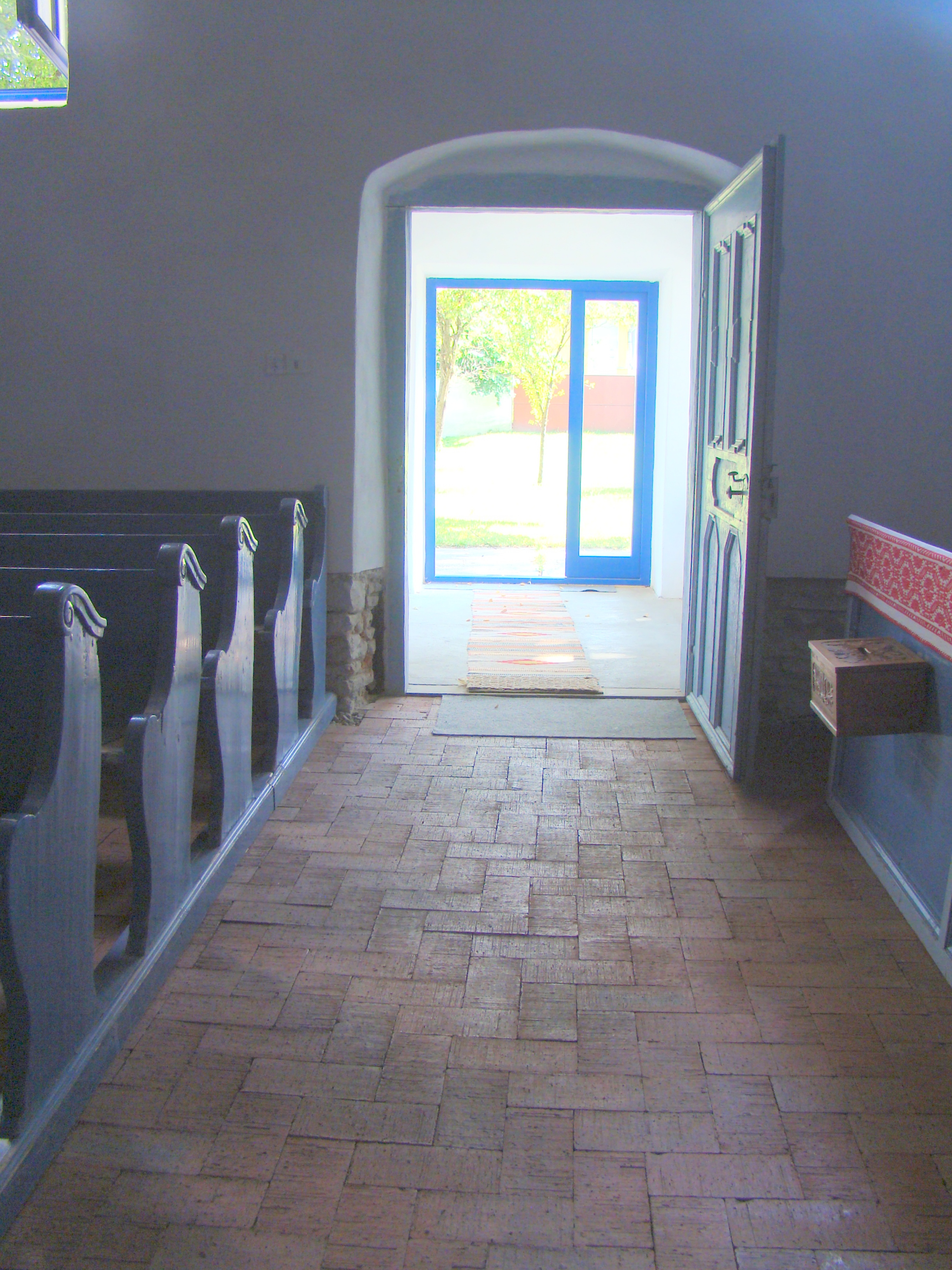